# Poecilophyllum albulum
Poecilophyllum albulum là một loài rêu trong họ Dicranaceae. Loài này được Sull. Mitt. mô tả khoa học đầu tiên năm 1869.